# Ewa Sitarska
Ewa Krystyna Sitarska (ur. 24 stycznia 1935 w Stanisławowie, zm. 13 lub 14 listopada 2021) – polska specjalistka w zakresie weterynarii, prof. dr hab.

## Życiorys
Jej ojciec, Marian Sitarski zginął w 1940 w Katyniu. W tym samym roku razem z matką i babcią została wywieziona do Kazachstanu, skąd powróciła w 1946. W 1954 ukończyła technikum weterynaryjne we Wrześni, w 1961 studia na Wydziale Weterynaryjnym Szkoły Głównej Gospodarstwa Wiejskiego w Warszawie. Już od 1960 pracowała na macierzystej uczelni, w Katerze Fizjopatologii. W 1965 obroniła pracę doktorską Etiologia hipogammaglobulinemii cieląt, w 1969 uzyskała na podstawie pracy Badania nad odczynami alergicznymi w chorobie obrzękowej i krwiotocznym zapaleniu jelit u prosiąt stopień doktora habilitowanego. W latach 1971–1986 kierowała Zakładem Fizjopatologii Instytutu Hematologii, następnie powróciła do pracy na Wydziale Medycyny Weterynaryjnej Szkoły Głównej Gospodarstwa Wiejskiego w Warszawie, gdzie w latach 1993-2000 kierowała Katedrą Chorób Wewnętrznych z Kliniką. 26 października 1990 nadano jej tytuł profesora w zakresie nauk weterynaryjnych. W 2005 przeszła na emeryturę.

## Odznaczenia i wyróżnienia
- Medal Komisji Edukacji Narodowej[4]
- Złoty Krzyż Zasługi (1978)[2][4]
- Odznaka Honorowa „Zasłużony dla Rolnictwa”[4]
- Nagrody Ministra Edukacji Narodowej, Zarządu Głównego Polskiego Towarzystwa Nauk Weterynaryjnych i JM Rektora SGGW[4]